# Ernest de Stockalper
Ernest de Stockalper, né à Sion le 8 juin 1838 et mort dans la même ville le 1er mai 1919 est un ingénieur suisse en génie civil.
Fils de Kaspar Stockalper, archiviste d’État du canton du Valais, et de Marie Josèphe Kalbermatten, il est resté célibataire. Ingénieur, il a participé à de nombreux projets et travaux sur les voies de communication et sur des aménagements hydrauliques.

## Biographie
Ernest de Stockalper s’inscrit au cours préparatoire de mathématique en 1859/60, puis dès l’année suivante en première année de l’école d’ingénieur et il fut, en 1864, le premier ingénieur valaisan à être diplômé en génie civil. En Suisse, l’École polytechnique fédérale de Zurich avait ouvert ses portes, en 1855, aux premiers candidats du pays.
Ernest Stockalper, comme jeune ingénieur, avait déjà à son actif son rapport sur l’agrandissement du Bisse Neuf, puis ses interventions sur les travaux de la route de la Furka et sur ceux de La Turbie dans le midi de la France. Il fut mêlé à la première correction du Rhône et à la construction de la ligne de chemin de fer Sierre-Brigue. Après ces travaux et alors qu’il avait déjà présenté en 1869 un des projets de percement d’un tunnel de base du Simplon, il participa aux essais de Jean-Daniel Colladon sur les perforatrices à air comprimé et fut recommandé par celui-ci à Louis Favre dont l'entreprise avait déjà entamé à l'automne 1872 les travaux de percement du tunnel du Gothard. En 1873, par sa connaissance des trois langues nationales, il était plus apte à s’entendre avec les ingénieurs de la Compagnie du Gothard, le maître d’ouvrage, les autorités locales de Göschenen et les ouvriers italiens, il est nommé directeur technique du secteur nord du tunnel du Gothard en remplacement d’un chef de chantier français.
Le 18 juillet 1879, Stockalper accompagnait Louis Favre et un de ses amis un ingénieur français qui était venu visiter les travaux, dans la galerie lorsqu’au retour Louis Favre qui était resté en arrière, eut un malaise et on le retrouva mort appuyé contre la paroi, mort probablement d’une rupture d’anévrisme. Louis Favre décédé, Stockalper devient avec Édouard Bossi et Louis Rambert membre du comité de direction de l'entreprise du grand tunnel de 1879 à 1882.
Stockalper  conduisit le chantier de construction du chemin de fer Viège-Zermatt de 1888 à 1891 et en 1892 celui de la crémaillère de Montserrat en Catalogne. En 1891, en concurrence avec le projet du tunnel du Lötschberg, surgit le projet du Wildstrubel, soutenu surtout par le Valais et spécialement par son auteur, l'ingénieur Ernest Stockalper, de Sion. Partant du Simmental, il aboutissait à Rarogne. Ce projet, qui est resté en l'état, offrait d'incontestables avantages, techniques surtout, et il fut même recommandé par les trois experts internationaux qui se penchèrent sur les différents tracés. Il est l'auteur de plusieurs autres projets et expertises de chemins de fer et de conduites hydrauliques (canal d’amenée de l’usine hydroélectrique du Theusseret sur le Doubs), etc.
Pendant de longues années il est membre de la Commission permanente des CFF et du Conseil de l’École polytechnique fédérale ; expert pour l'arbitrage entre l'Angleterre et le Portugal au sujet de la baie de Delagoa (chemins de fer de Lourenço Marques, Mozambique). Le 16 décembre 2003 à Brigue, les CFF baptisèrent la rame Intercity pendulaire RABDe 500 024-5 du nom d’Ernest von Stockalper.

## Publications
- Les avantages du Simplon sous le rapport de la construction et de l’exploitation d’un chemin de fer / Bridel, Lausanne 1869
- Expériences faites au tunnel du Saint-Gothard sur l'écoulement de l'air comprimé en longues conduites métalliques pour la transmission de forces motrices / Publié 1879
- Les grands tunnels alpins et la chaleur souterraine / Lucien Vincent, 1883
- Rapport sur le Groupe 16 : Produits bruts [à l'] Exposition nationale suisse à Zurich en 1883. Publié 1884
- Rapport d’expertise sur les eaux des Avants : commune du district de Vevey / Publié 1889
- Mémoire comparatif entre les trois projets de chemin de fer entre Martigny et Chatelard <frontière française> dans la direction de Chamonix. / Publié 1891
- Thoune-Simmenthal-Simplon / Aymon, Sion 1897
- Rapport sur les projets de l'adduction des eaux du Pays d'Enhaut Vaudois à Lausanne et Rapport-complémentaire sur l'adduction à Lausanne de 5000 litres-minute des eaux du Pays d’Enhaut : Juillet/Août 1897 (avec Eduard Locher) / Publié Lausanne 1897
- Rapport général d'expertise sur le chemin de fer régional-routier Châtel-St-Denis - Bulle - Montbovon : Sion le 7 novembre 1898. / Publié 1898
- Projet d’adduction d’eau à Sion des sources « de la Fille » et « Fontannée» : rapport / Publié F. Aymon, Sion 1900

## Source
- Peter Müller-Grieshaber, « Stockalper, Ernest de » dans le Dictionnaire historique de la Suisse en ligne, version du 26 août 2012.
- Fonds : Ernest de Stockalper (1638-1919) [1,23 mètre].  Cote : CH AEV, Stockalper Ernest. Sion : Archives de l'État du Valais (présentation en ligne).